# Stichopogon callidus
Stichopogon callidus är en tvåvingeart som beskrevs av Richter 1966. Stichopogon callidus ingår i släktet Stichopogon och familjen rovflugor. Inga underarter finns listade i Catalogue of Life.